# 泛艾霉素
泛艾霉素（INN名：Epirubicin），是一种用于治疗乳腺癌的蒽环类化疗药物。泛艾霉素在美国以“Ellence”商品名出售，美国以外地区的商品名则有法玛新、表阿霉素（Pharmorubicin）或表柔比星（Epirubicin）等等。与其他蒽环类药物类似，泛艾霉素主要通过插入细胞的DNA双链、进而对DNA造成破坏发挥药效。
亦有证据表明泛艾霉素对胃与食道的恶性肿瘤以及软组织肉瘤具有一定疗效。

## 历史
1980年，泛艾霉素的首次临床试验结果获公开。1984年，美国制药企业普强向美国食品药品监督管理局（FDA）申请取得将泛艾霉素用于治疗淋巴结阳性乳腺癌的许可，但申请最终因为缺乏数据被驳回。此后，直到1999年，法玛西亚公司（此后不久与普强合并）才获得FDA批准将泛艾霉素用于淋巴结阳性乳腺癌的辅助治疗中。
泛艾霉素的专利保护已于2007年过期。